# Mistrovství světa ve fotbale klubů 2019
Mistrovství světa ve fotbale klubů 2019 byl 16. ročník turnaje, vítězem se stal anglický klub Liverpool FC, který ve finále porazil brazilské CR Flamengo. Konal se od 11. do 21. prosince 2019 ve městě Al-Rajján v Kataru. 
Obhájce titulu, Real Madrid, se na turnaj nekvalifikoval.

## Kvalifikované týmy
| Tým                 | Konfederace | Kvalifikace                      |
| ------------------- | ----------- | -------------------------------- |
| Semifinále          |             |                                  |
| Flamengo            | CONMEBOL    | Vítěz Copa Libertadores 2019     |
| Liverpool           | UEFA        | Vítěz Ligy mistrů UEFA 2018/19   |
| Čtvrtfinále         |             |                                  |
| Al Hilal            | AFC         | Vítězz Ligy mistrů AFC 2019      |
| ES Tunis            | CAF         | Vítěz Ligy mistrů CAF 2019       |
| Monterrey           | CONCACAF    | Vítětz Ligy mistrů CONCACAF 2019 |
| Zápas o čtvrtfinále |             |                                  |
| Hienghène Sport     | OFC         | Vítěz Ligy mistrů OFC 2018/19    |
| Al-Sadd             | Hostitel    | Vítěz Qatar Stars League 2018/19 |

## Stadiony
| Al-Rajján (Metropolitní oblast Dauhá) | Al-Rajján (Metropolitní oblast Dauhá) |
| ------------------------------------- | ------------------------------------- |
| Chalífův mezinárodní stadion          | Jassim bin Hamad Stadium              |
| Kapacita: 45 416                      | Kapacita: 11 918                      |
|                                       |                                       |

## Rozhodčí
| Konfederace | Rozhodčí              | Videorozhodčí                                           | Asistenti rozhodčího                                        |
| ----------- | --------------------- | ------------------------------------------------------- | ----------------------------------------------------------- |
| AFC         | Abdulrahman Al-Jassim | Taleb Al-Marri a Saud Al-Maqaleh (oba Katar)            | Fu Ming (Čína)                                              |
| CAF         | Mustafa Ghorbal       | Mahmoud Abouelrega (Egypt) a Mokrane Gourari (Alžírsko) | Bakary Gassama (Gambie)                                     |
| CONCACAF    | Ismail Elfath         | Kyle Atkins a Corey Parker (oba Spojené státy americké) | Alan Kelly (Irsko)                                          |
| CONMEBOL    | Roberto Tobar         | Christian Schiemann a Claudio Ríos Ortiz (oba Chile)    | Esteban Ostojich (Uruguay)                                  |
| UEFA        | Ovidiu Hațegan        | Octavianus Șovre a Sebastian Gheorghe (Rumunsko)        | Juan Martínez Munuera (Španělsko) a Benoît Millot (Francie) |

Jako náhradní rozhodčí byl jmenován:
- Abdelkader Zitouni

## Zápasy
|  | První kolo          | První kolo         |                     |          | Druhé kolo          | Druhé kolo          |             |             | Semifinále | Semifinále |  |  | Finále             | Finále             |
|  | 11. 12. 2019 – JBHS |                    |                     |          |                     |                     |             |             |            |            |  |  |                    |                    |
|  | Al-Sadd (pp.)       | 3                  |                     |          | 14. 12. 2019 – JBHS | 14. 12. 2019 – JBHS |             |             |            |            |  |  |                    |                    |
|  | Al-Sadd (pp.)       | 3                  |                     |          | 14. 12. 2019 – JBHS | 14. 12. 2019 – JBHS |             |             |            |            |  |  |                    |                    |
|  | Hienghène Sport     | 1                  |                     |          | Monterrey           | 3                   |             |             |            |            |  |  |                    |                    |
|  | Hienghène Sport     | 1                  | 18. 12. 2019 – KIS  |          | Monterrey           | 3                   |             |             |            |            |  |  |                    |                    |
|  |                     |                    |                     |          | Al-Sadd             | 2                   |             |             |            |            |  |  |                    |                    |
|  | Monterrey           | 1                  |                     |          | Al-Sadd             | 2                   |             |             |            |            |  |  |                    |                    |
|  | Monterrey           | 1                  |                     |          |                     |                     |             |             |            |            |  |  |                    |                    |
|  |                     |                    | Liverpool           | 2        |                     |                     |             |             |            |            |  |  |                    |                    |
|  |                     |                    | Liverpool           | 2        |                     |                     |             |             |            |            |  |  |                    |                    |
|  |                     |                    | 21. 12. 2019 – KIS  |          |                     |                     |             |             |            |            |  |  |                    |                    |
|  |                     |                    |                     |          |                     |                     |             |             |            |            |  |  |                    |                    |
|  | Liverpool (pp.)     | 1                  |                     |          |                     |                     |             |             |            |            |  |  |                    |                    |
|  | Liverpool (pp.)     | 1                  | 14. 12. 2019 – JBHS |          |                     |                     |             |             |            |            |  |  |                    |                    |
|  |                     | Flamengo           | 0                   |          |                     |                     |             |             |            |            |  |  |                    |                    |
|  |                     |                    | 0                   | Al Hilal | 1                   |                     |             |             |            |            |  |  |                    |                    |
|  | 17. 12. 2019 – KIS  |                    |                     | Al Hilal | 1                   |                     |             |             |            |            |  |  |                    |                    |
|  |                     | ES Tunis           | 0                   |          |                     |                     |             |             |            |            |  |  |                    |                    |
|  | Flamengo            | ES Tunis           | 0                   | 3        |                     |                     |             |             |            |            |  |  |                    |                    |
|  | Flamengo            | Páté místo         | Páté místo          | 3        |                     |                     | Třetí místo | Třetí místo |            |            |  |  |                    |                    |
|  |                     | Páté místo         | Páté místo          |          | Al Hilal            | 1                   | Třetí místo | Třetí místo |            |            |  |  |                    |                    |
|  | Al-Sadd             | 2                  | Monterrey (pen.)    | 2 (4)    | Al Hilal            | 1                   |             |             |            |            |  |  |                    |                    |
|  | Al-Sadd             | 2                  | Monterrey (pen.)    | 2 (4)    |                     |                     |             |             |            |            |  |  |                    |                    |
|  | ES Tunis            | 6                  | Al Hilal            | 2 (3)    |                     |                     |             |             |            |            |  |  |                    |                    |
|  | ES Tunis            | 6                  | Al Hilal            | 2 (3)    |                     |                     |             |             |            |            |  |  |                    |                    |
|  | 17. 12. 2019 – KIS  | 17. 12. 2019 – KIS |                     |          |                     |                     |             |             |            |            |  |  | 21. 12. 2018 – KIS | 21. 12. 2018 – KIS |

## Střelci
| # | Hráč                   | Klub            | Góly |
| - | ---------------------- | --------------- | ---- |
| 1 | Baghdad Bounedjah      | Al-Sadd         | 3    |
| 1 | Hamdou Elhouni         | ES Tunis        | 3    |
| 3 | Anice Badri            | ES Tunis        | 2    |
| 3 | Roberto Firmino        | Liverpool       | 2    |
| 3 | Rogelio Funes Mori     | Monterrey       | 2    |
| 3 | Bafétimbi Gomis        | Al Hilal        | 2    |
| 3 | Abdelkarim Hassan      | Al-Sadd         | 2    |
| 8 | Bruno Henrique         | Flamengo        | 1    |
| 8 | Carlos Eduardo         | Al Hilal        | 1    |
| 8 | Sálim Davsárí          | Al Hilal        | 1    |
| 8 | Giorgian de Arrascaeta | Flamengo        | 1    |
| 8 | Sameh Derbali          | ES Tunis        | 1    |
| 8 | Alfonso González       | Monterrey       | 1    |
| 8 | Hasán Hajdoš           | Al-Sadd         | 1    |
| 8 | Naby Keïta             | Liverpool       | 1    |
| 8 | Maximiliano Meza       | Monterrey       | 1    |
| 8 | Carlos Rodríguez       | Monterrey       | 1    |
| 8 | Antoine Roïné          | Hienghène Sport | 1    |
| 8 | Ró-Ró                  | Al-Sadd         | 1    |
| 8 | Leonel Vangioni        | Monterrey       | 1    |

#### 1 vlastní gól
- Ali Al-Bulaihi (Al Hilal, proti Flamengu)

## Ocenění
- Zlatý míč Adidas:  Mohamed Salah (Liverpool)
- Stříbrný míč Adidas:  Bruno Henrique  (Flamengo)
- Bronzový míč Adidas:  Carlos Eduardo (Al Hilal)